# Christopher McDonald
Christopher McDonald (født 15. februar 1955) er en amerikansk skuespiller bedst kendt for sine typiske skurkeroller i film som Happy Gilmore og Superhero Movie.

## Filmografi i udvalg

### Film
- Grease 2 (1982)
- Thelma og Louise (1991)
- Iskoldt begær (1993)
- Gnavne gamle mænd (1993)
- Quiz Show (1994)
- Happy Gilmore (1996)
- Flubber (1997)
- SLC Punk! (1998)
- Requiem for a Dream (2000)
- The Perfect Storm (2000)
- The Man Who Wasn't There (2001)
- Spy Kids 2 (2002)
- Broken Flowers (2005)
- American Pie Presents: The Naked Mile (2006)
- The Dukes of Hazzard: The Beginning (2007)
- Fanboys (2009)

### Tv
- Veronica (1997-1999), ni episoder
- The Bronx Is Burning (2007), miniserie
- The Sopranos (2007), en episode
- Stargate Universe (2009), to episoder